# Pit Monster
Pit monster o Brazilian Pit Monster è una recente razza di cani brasiliana, ancora in fase di miglioramento. La razza è già riconosciuta da alcuni kennel club in Brasile.

## Origine
Il Pit Monster è una razza del XXI secolo, sviluppata in Brasile dall'unione tra cani con aspetto "mostruoso", legato o meno al Pit Bull, al American Bully e, indirettamente, al cani molossoidi come il bulldog americano.
La sua origine è controversa a causa principalmente della divergenza delle nomenclature e dei concetti delle razze che costituiscono la sua base genetica.
La sua base genetica è fondamentalmente composta da ceppi di cani pesanti che attualmente appartengono ad almeno altre tre razze distinte, come i ceppi Camelot e McKenna che sono attualmente parte della razza American Working Red; i ceppi Chevy i Elli's che sono attualmente parte della razza Working Pit Bulldog; e ceppi Razor Edge, che sono parte della razza American Bully;tutti questi combinati con pitbull legati alle stirpi brasiliane thompson, amichetti i canchin e cani senza pedigree, cioè senza un albero genealogico noto ma con registrazione iniziale. Il risultato è stato cani robusti con petto ampio, cranio pesante e ossa forti.
Uno dei ceppi più noti è il Red Lion.
Per molti anni il Pit Monster è stato registrato in alcuni club brasiliani in un modo quasi velato con la nomenclatura di corsa americano pit bull terrier, che ha generato grande malessere tra i creatori delle due razze diverse. Tuttavia, questo ha cominciato a cambiare durante questa tarda metà del 2010 con il riconoscimento indipendente del Pit Monster da parte di altri club, anche se gli individui possono ancora essere trovati registrati secondo la nomenclatura della razza precedente.
Il Pit Monster è imparentato con il American Bully, in particolare con la varietà American Bully XL o con la vecchia varietà extreme.

## Descrizione
Sono cani che sembrano molto intimidatori. Sono pesanti e larghi, con ossa pesanti e crani grandi e potenti con masseteri ben sviluppati. Tutti i colori sono accettati, ma il colore del mantello principale è rosso con il naso rosso (red nose), spesso con segni bianchi principalmente sul petto e sulle gambe. Altri colori del mantello sono grigi (blue, blue nose), nero, bianco, ecc. L'altezza desiderabile dei maschi supera i 50 cm al garrese e il peso desiderabile supera i 45 kg.

## Riconoscimento
La gara è riconosciuta dal American Bully Brazil Registry (ABBR) i International Bully Coalition (IBC).
Per molti anni il Pit Monster è stato registrato in alcuni club in modo quasi velato secondo la nomenclatura di corsa American Pit Bull Terrier, dal momento che il mostro non soddisfa lo standard di questa razza, che ha generato grande disagio tra i creatori dei due razze diverse. Tuttavia, almeno due club (IBC i ABBR) iniziarono a concedere pedigree per la nuova razza con l'attuale nomenclatura del mostro, facendo sì che molti cani migrassero da pedigree con nomenclatura che incorpora quella corrispondente alla razza.
Due dei primi club a riconoscere il mostro sono stati l'International Bully Coalition (IBC) e l'American Bully Brazil Registry (ABBR). Lo standard di razza è ancora aperto a future modifiche.
Il Pit Bull Club do Brasil, con sede a Rio de Janeiro, include il Pit Monster, oltre all'American Bully, negli eventi di conformazione affiliati all'American Preservation Dog Registry (APDR) degli Stati Uniti.